# Austrodecus (Microdecus) confusum
Austrodecus (Microdecus) confusum là một loài nhện biển trong họ Austrodecidae. Loài này thuộc chi Austrodecus. Austrodecus (Microdecus) confusum được miêu tả khoa học năm 1957 bởi Stock.